# Divoká rokle
Divoká rokle je přírodní památka u Mojžíře na východním okraji krajského města Ústí nad Labem ve stejnojmenném okrese. Chráněné území spravuje Agentura ochrany přírody a krajiny ČR – regionální pracoviště Správa Chráněné krajinné oblasti České středohoří. Přírodní památka se nachází na území CHKO České středohoří a zároveň je součástí evropsky významné lokality Porta Bohemica.

## Předmět ochrany
Důvodem ochrany je unikátní skalní výchoz, který je odlučnou plochou starého sesuvu s odkrytým sledem vulkanogenních hornin úlomkovitého charakteru o mocnosti až 200 m, uložených v mísovité depresi prevulkanického reliéfu.